# Thermoniphas bugalla
Thermoniphas bugalla är en fjärilsart som beskrevs av Henry Stempffer och Jackson 1962. Thermoniphas bugalla ingår i släktet Thermoniphas och familjen juvelvingar. Inga underarter finns listade i Catalogue of Life.